# Seznam knjig Mejnikov
Mejniki je zbirka ilustriranih knjig. Po Gallimardu je namreč DZS kot ena izmed 22 založnih hiš v svetu prevzela zbirko Mejniki, v originalu Découvertes Gallimard.

## Seznam knjig
| #   | Slovenski naslov                                    | Izviren francoski naslov                              | Avtor                          | Prevajalec        | Serija      | Leto prve objave |
| --- | --------------------------------------------------- | ----------------------------------------------------- | ------------------------------ | ----------------- | ----------- | ---------------- |
| 1.  | Iskanje pozabljenega Egipta                         | À la recherche de l’Égypte oubliée                    | Jean Vercoutter                | Metka Čeligoj     | Arheologija | 1994             |
| 2.  | Pisava: spomin človeštva                            | L’écriture, mémoire des hommes                        | Georges Jean                   | Jožica Pirc       | Arheologija | 1994             |
| 3.  | Sloni stebri sveta                                  | Les Éléphants, piliers du monde                       | Robert Delort                  | Dušanka Zabukovec | Narava      | 1994             |
| 4.  | Izziv tečajev                                       | Le grand défi des pôles                               | Bertrand Imbert                | Maks Veselko      | Odkritja    | 1994             |
| 5.  | Križarji in svet Vzhoda                             | L’Orient des Croisades                                | Georges Tate                   | Majda Ana Ficko   | Zgodovina   | 1994             |
| 6.  | Mohamed: Alahov prerok                              | Mahomet, la parole d’Allah                            | Anne-Marie Delcambre           | Nadja Dobnik      | Verstva     | 1994             |
| 7.  | Čarovnice: satanove neveste                         | Les sorcières, fiancées de Satan                      | Jean-Michel Sallmann           | Irena Ostrouška   | Izročilo    | 1994             |
| 8.  | Sigmund Freud: tragična osebnost v dobi znanosti    | Sigmund Freud : « Un tragique à l’âge de la science » | Pierre Babin                   | Meta Lah          | Znanost     | 1994             |
| 9.  | Rojstvo Grčije: od kraljev do mest                  | La Naissance de la Grèce : Des Rois aux Cités         | Pierre Lévêque                 | Maks Veselko      | Zgodovina   | 1995             |
| 10. | Življenje in smrt kitov                             | Vie et mort des baleines                              | Yves Cohat                     | Nadja Dobnik      | Narava      | 1995             |
| 11. | Jezus: nepričakovani bog                            | Jésus : Le dieu inattendu                             | Gérard Bessière                | Davorin Bažec     | Verstva     | 1995             |
| 12. | Modrost Bude                                        | La sagesse du Bouddha                                 | Jean Boisselier                | Metka Čeligoj     | Verstva     | 1995             |
| 13. | Vampirji: znova na pohodu                           | Sang pour sang : Le réveil des vampires               | Jean Marigny                   | Dušanka Zabukovec | Izročilo    | 1995             |
| 14. | Richard Wagner: opera in konec sveta                | Richard Wagner : L’opéra de la fin du monde           | Philippe Godefroid             | Metoda Kokole     | Glasba      | 1995             |
| 15. | Iskanje starega Rima                                | À la recherche de la Rome antique                     | Claude Moatti                  | Maks Veselko      | Arheologija | 1996             |
| 16. | Kinematograf: izum stoletja                         | Cinématographe, invention du siècle                   | Emmanuelle Toulet              | Breda Rajar       | Film        | 1996             |
| 17. | Einstein: veselje do razmišljanja                   | Einstein : La joie de la pensée                       | Françoise Balibar              | Maja Kraigher     | Znanost     | 1996             |
| 18. | Spreminjajoče se vesolje: veliki pok in čas po njem | Le destin de l’univers : Le big bang, et après        | Trinh Xuan Thuan               | Metka Čeligoj     | Znanost     | 1996             |
| 19. | Rock: včeraj, danes, jutri                          | L’âge du rock                                         | Alain Dister                   | Dušanka Zabukovec | Glasba      | 1996             |
| 20. | Nebo: red in nered                                  | Le ciel, ordre et désordre                            | Jean-Pierre Verdet             | Maks Veselko      | Izročilo    | 1996             |
| 21. | Kelti: prvi gospodarji Evrope                       | L’Europe des Celtes                                   | Christiane Éluère              | Maks Veselko      | Zgodovina   | 1997             |
| 22. | Spev siren                                          | Le chant de la sirène                                 | Vic de Donder                  | Dušanka Zabukovec | Izročilo    | 1997             |
| 23. | Vikingi: vladarji morja                             | Les Vikings, rois des mers                            | Yves Cohat                     | Veronika Simoniti | Odkritja    | 1997             |
| 24. | Govorica znakov: pisava in njena dvojnica           | Langage de signes : L’écriture et son double          | Georges Jean                   | Metka Čeligoj     | Arheologija | 1997             |
| 25. | Newton in nebesna mehanika                          | Newton et la mécanique céleste                        | Jean-Pierre Maury              | Veronika Simoniti | Znanost     | 1997             |
| 26. | Veličastni: Johann Sebastian Bach                   | Magnificat : Jean-Sébastien Bach, le cantor           | Paule du Bouchet               | Maks Veselko      | Glasba      | 1997             |
| 27. | Mozart: ljubljenec bogov                            | Mozart : Aimé des dieux                               | Michel Parouty                 | Dušanka Zabukovec | Glasba      | 1998             |
| 28. | Zlati Bizanc                                        | Tout l’or de Byzance                                  | Michel Kaplan                  | Maks Veselko      | Zgodovina   | 1998             |
| 29. | Svet števil                                         | L’empire des nombres                                  | Denis Guedj                    | Maja Kraigher     | Znanost     | 1998             |
| 30. | Le Corbusier: arhitektura, ki vznemirja             | Le Corbusier : L’architecture pour émouvoir           | Jean Jenger                    | Maja Kraigher     | Arhitektura | 1998             |
| 31. | Aleksander Veliki                                   | De la Grèce à l’Orient : Alexandre le Grand           | Pierre Briant                  | Maks Veselko      | Zgodovina   | 1999             |
| 32. | Prepovedano mesto Nebeških sinov                    | La Cité interdite des Fils du Ciel                    | Gilles Béguin, Dominique Morel | Maks Veselko      | Zgodovina   | 1999             |
| 33. | Jože Plečnik, moderni klasik                        | N/A                                                   | Peter Krečič                   | N/A               | Arhitektura | 1999             |